# Follina
Follina är en ort och kommun i provinsen Treviso i regionen Veneto i Italien. Kommunen hade 3 784 invånare (2018).